# Geometria proiettiva
La geometria proiettiva è la parte della geometria che modellizza i concetti intuitivi di prospettiva e orizzonte. Definisce e studia gli enti geometrici usuali (punti, rette, ...) senza utilizzare misure o confronto di lunghezze.

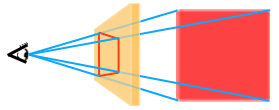
Lo geometria proiettiva è la geometria "vista da un occhio".

Può essere pensata informalmente come la geometria che nasce dal collocare il proprio occhio in un punto dello spazio, così che ogni linea che intersechi "l'occhio" appaia solo come un punto. Le grandezze degli oggetti non sono direttamente quantificabili (perché guardando il mondo con un occhio soltanto non abbiamo informazioni sulla profondità) e l'orizzonte è considerato parte integrante dello spazio. Come conseguenza, nella geometria piana proiettiva due rette si intersecano sempre, non esistono quindi due rette parallele e distinte che non hanno punti di intersezione.

## Storia

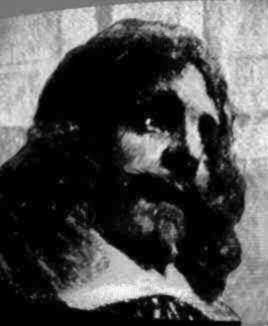
Girard Desargues

L'origine della geometria proiettiva è legata agli sforzi di un artista e matematico francese, Girard Desargues (1591-1661), che cercava una via alternativa per il disegno in prospettiva, che generalizzasse l'uso dei punti di fuga e includesse il caso in cui questi sono infinitamente lontani. Egli inquadrò quindi la geometria euclidea all'interno di un sistema geometrico più generale. La geometria proiettiva si sviluppò quindi più ampiamente nella prima metà del diciannovesimo secolo. Storicamente, questo sviluppo può essere letto come un passaggio intermedio tra la geometria analitica (introdotta da Cartesio nel XVII secolo) e la geometria algebrica (che occupa un ruolo cruciale nel XX secolo).
Il passaggio dalla geometria analitica a quella proiettiva si effettuò sostituendo le usuali coordinate cartesiane (ad esempio del piano cartesiano) con delle nuove coordinate, dette coordinate omogenee. Tramite queste coordinate, lo spazio (ad esempio, il piano) si arricchì di alcuni "punti all'infinito", che la geometria proiettiva considera punti a tutti gli effetti, indistinguibili dai punti "finiti" (da cui il carattere omogeneo del nuovo spazio, in cui tutti i punti hanno lo stesso ruolo).
I matematici del XIX secolo si resero conto che in questo nuovo contesto "omogeneo" molti teoremi risultavano più semplici ed eleganti: questo grazie alla scomparsa di molti "casi eccezionali", generati da configurazioni particolari (quali ad esempio quella di due rette parallele nel piano), proprie della geometria euclidea ma assenti nella proiettiva. In particolare lo studio delle curve risultava semplificato nel contesto proiettivo: tramite l'utilizzo dell'algebra lineare vennero classificate le coniche, e matematici come Julius Plücker iniziarono a rappresentare le curve come punti di altri spazi proiettivi, generalmente più grandi.
I matematici che per primi introdussero la geometria proiettiva, tra cui Poncelet e Steiner, non intendevano inizialmente estendere la geometria analitica. Le tecniche di dimostrazione erano inizialmente sintetiche (cioè simili a quelle di Euclide, senza l'ausilio dell'algebra), e lo spazio proiettivo era introdotto su base assiomatica (con assiomi simili a quelli di Euclide). Per questo motivo una riformulazione rigorosa dei lavori di questi matematici in chiave odierna è spesso difficile: anche nel caso più semplice del piano proiettivo, il loro approccio assiomatico comprende anche modelli diversi da quello definito oggi (e non studiabili tramite l'algebra lineare).
Verso la fine del secolo la scuola italiana (composta tra gli altri da Castelnuovo, Enriques e Severi) uscì dal solco della tradizione finendo per trovarsi ad affrontare nuovi problemi che richiedevano tecniche algebriche sempre più potenti. Nacque quindi la geometria algebrica.

## Proprietà

### La "retta all'infinito"
Qualunque fosse la discussione sui suoi fondamenti nel XIX secolo, la geometria proiettiva includeva come una sua proprietà basilare quella dell'incidenza tra due rette qualunque nel piano: due rette distinte L e M nel piano proiettivo si intersecano sempre in esattamente un punto P. Contrariamente alla geometria euclidea o analitica, in quella proiettiva non esistono rette parallele. Il caso "eccezionale" delle rette parallele viene eliminato aggiungendo al piano i "punti all'infinito", o "punti impropri". Così, due rette parallele hanno in comune un punto all'infinito, che si può immaginare come la loro direzione.
Questi nuovi punti formano anch'essi una retta, detta "retta all'infinito" o "impropria", o anche "orizzonte". La teoria considera quindi la "retta all'infinito" come una retta qualsiasi, indistinta dalle altre.
Lo stesso accade in dimensione più alta: lo spazio proiettivo tridimensionale è ottenuto aggiungendo il "piano all'infinito", in modo che due piani nello spazio non siano mai paralleli, ma si intersechino sempre in una retta.

### Semplificazione dei teoremi classici
Grazie all'aggiunta dei punti all'infinito, e all'eliminazione dei fenomeni di parallelismo, molti teoremi classici assumono nella geometria proiettiva una forma più semplice, più essenziale.
Ad esempio, la geometria proiettiva fornisce una descrizione breve ed elegante delle sezioni coniche: iperbole, parabola e ellisse altro non sono che la "stessa conica" nel piano proiettivo, e le differenze fra questi tre enti dipendono soltanto da come questo oggetto interseca la retta all'infinito: l'iperbole la interseca in due punti, la parabola in uno solo, l'ellisse in nessuno.
Il teorema di Pappo e il teorema di Desargues sono due risultati riguardanti alcune configurazioni di rette nel piano. Ciascun teorema ha una versione proiettiva e una euclidea. La versione proiettiva è espressa sinteticamente con un unico enunciato, mentre la euclidea necessita una trattazione differenziata per alcuni casi, a seconda della configurazione delle rette: ad esempio se una di queste è "all'infinito" si ottiene un risultato, se due sono parallele se ne ottiene un altro, ecc.

## Applicazioni

### Scienze naturali
Tra i non matematici che hanno studiato e usato la geometria proiettiva per modellizzare fenomeni del mondo vivente, è da menzionare il filosofo Rudolf Steiner (il quale non va confuso con il matematico svizzero Jakob Steiner, in precedenza menzionato). Tra gli studiosi che contribuirono a questo filone, ci sono Louis Locher-Ernst, Hermann von Baravalle (che studiò il potenziale pedagogico della geometria proiettiva nella scuola superiore e nei corsi per futuri docenti) e Lawrence Edwards.